# Far de São Sebastião
El Far de São Sebastião és un far situat a la fortalesa sobre el punt de la badia d'Ana Chaves a São Tomé, capital de São Tomé i Príncipe. Està situat a l'Avinguda 12 de Julho. Actualment, la fortalesa forma part del Museu Nacional de História e Arte.

## Descripció
El far va ser construït el 1928. La torre del far és cilíndrica i connecta amb la fortalesa de la paret, la por exterior té una llanterna de ferro. La torre està pintada de negre. La seva estructura està pintada de negre i la seva llanterna i escala són blanques.
El 1886 tenia un far més petit, la nova torre es va construir el 10 de novembre de 1928. El 20 de setembre de 1994, la torre va ser remodelada per la Marina Portuguesa i es va obrir segons la Cooperació Tècnica Militar Luso-Santomenca.
El far encara està actiu avui. Està obert al públic i els visitants poden pujar fàcilment a la galeria.

## Característiques
- Llum:

fl..5s, ec. 1.5s (tres porcions)
fl..5s, ec. 5.5s